# Zapasy na Letnich Igrzyskach Olimpijskich 1952 – kategoria do 62 kg w stylu klasycznym
Zmagania mężczyzn do 62 kg to jedna z ośmiu męskich konkurencji w zapasach w stylu klasycznym rozgrywanych podczas Letnich Igrzysk Olimpijskich 1952. Pojedynki w tej kategorii wagowej odbyły się w dniach 24 – 26 lipca.
Punktacja opierała się na systemie "złych punktów karnych". Przegranemu przyznawano 3 punkty. Zwycięzca otrzymywał zero punktów za wygraną przez "tusz" (łopatki), a jeden punkt za wygraną decyzją trzech sędziów. Uzyskanie pięciu lub więcej punktów karnych eliminowało zapaśnika z turnieju. Najlepsza trójka walczyła w rundzie finałowej. 

## Klasyfikacja[1]
| Miejsce | Nazwisko         | Kraj       |
| ------- | ---------------- | ---------- |
| 1       | Jakow Punkin     | ZSRR       |
| 2       | Imre Polyák      | Węgry      |
| 3       | Abd al-Al Raszid | Egipt      |
| 4       | Umberto Trippa   | Włochy     |
| 5       | Bartl Brötzner   | Austria    |
| 6       | Hasan Bozbey     | Turcja     |
| 7       | Safi Taha        | Liban      |
| 8       | Erkki Talosela   | Finlandia  |
| 8       | Ernest Gondzik   | Polska     |
| 10      | Rolf Ellerbrock  | Niemcy     |
| 10      | Gunnar Håkansson | Szwecja    |
| 12      | Bela Torma       | Jugosławia |
| 13      | Dagfin Huseby    | Norwegia   |
| 13      | Francisc Horvath | Rumunia    |
| 15      | Lucien Claes     | Belgia     |
| 15      | Antoine Merle    | Francja    |
| 15      | Marco Girón      | Gwatemala  |

## Wyniki

### Pierwsza runda[2]
| Zwycięzca             | Punkty karne | Wynik        | Przegrany        | Punkty karne |
| --------------------- | ------------ | ------------ | ---------------- | ------------ |
| Imre Polyák           | 0            | Łopatki      | Marco Girón      | 3            |
| Gunnar Håkansson      | 1            | Decyzja, 3:0 | Francisc Horvath | 3            |
| Ernest Gondzik        | 1            | Decyzja, 2:1 | Bela Torma       | 3            |
| Bartholomäus Brötzner | 1            | Decyzja, 3:0 | Lucien Claes     | 3            |
| Abd al-Al Raszid      | 0            | Łopatki      | Rolf Ellerbrock  | 3            |
| Umberto Trippa        | 1            | Decyzja, 2:1 | Dagfin Huseby    | 3            |
| Erkki Talosela        | 1            | Decyzja, 3:0 | Hasan Bozbey     | 3            |
| Jakow Punkin          | 0            | Łopatki      | Antoine Merle    | 3            |
| Safi Taha             | 0            | Bez walki    |                  |              |

### Druga runda[3]
| Zwycięzca             | Punkty karne | Wynik        | Przegrany        | Punkty karne |
| --------------------- | ------------ | ------------ | ---------------- | ------------ |
| Safi Taha             | 0            | Łopatki      | Marco Girón      | 6            |
| Imre Polyák           | 1            | Decyzja, 3:0 | Gunnar Håkansson | 4            |
| Ernest Gondzik        | 2            | Decyzja, 2:1 | Francisc Horvath | 6            |
| Bartholomäus Brötzner | 2            | Decyzja, 2:1 | Bela Torma       | 6            |
| Rolf Ellerbrock       | 4            | Decyzja, 3:0 | Lucien Claes     | 6            |
| Abd al-Al Raszid      | 1            | Decyzja, 2:1 | Umberto Trippa   | 4            |
| Erkki Talosela        | 2            | Decyzja, 3:0 | Dagfin Huseby    | 6            |
| Hasan Bozbey          | 4            | Decyzja, 3:0 | Antoine Merle    | 6            |
| Jakow Punkin          | 0            | Bez walki    |                  |              |

### Trzecia runda[4]
| Zwycięzca             | Punkty karne | Wynik        | Przegrany        | Punkty karne |
| --------------------- | ------------ | ------------ | ---------------- | ------------ |
| Jakow Punkin          | 1            | Decyzja, 3:0 | Safi Taha        | 3            |
| Imre Polyák           | 2            | Decyzja, 3:0 | Ernest Gondzik   | 5            |
| Bartholomäus Brötzner | 3            | Decyzja, 3:0 | Gunnar Håkansson | 7            |
| Umberto Trippa        | 4            | Łopatki      | Rolf Ellerbrock  | 7            |
| Abd al-Al Raszid      | 2            | Decyzja, 3:0 | Erkki Talosela   | 5            |
| Hasan Bozbey          | 4            | Bez walki    |                  |              |

### Czwarta runda[5]
| Zwycięzca      | Punkty karne | Wynik        | Przegrany             | Punkty karne |
| -------------- | ------------ | ------------ | --------------------- | ------------ |
| Jakow Punkin   | 2            | Decyzja, 3:0 | Hasan Bozbey          | 7            |
| Imre Polyák    | 3            | Decyzja, 2:1 | Abd al-Al Raszid      | 5            |
| Umberto Trippa | 5            | Decyzja, 3:0 | Bartholomäus Brötzner | 6            |
|                |              | Wycofał się  | Safi Taha             | -            |

### Runda finałowa
| Zwycięzca    | Punkty karne | Wynik        | Przegrany        | Punkty karne                     |
| ------------ | ------------ | ------------ | ---------------- | -------------------------------- |
| Imre Polyák  | 3            | Decyzja, 2:1 | Abd al-Al Raszid | 5 - (zaliczony wynik z IV rundy) |
| Jakow Punkin | 2            | Łopatki      | Imre Polyák      | 6                                |
| Jakow Punkin | 2            | Łopatki      | Abd al-Al Raszid | 8                                |